# Crikvenica
Crikvenica je grad u Kvarnerskome zaljevu, u Primorsko-goranskoj županiji. Poznato je turističko odredište i ljetovalište.

## Gradska naselja
Grad se sastoji od 4 naselja, to su: Crikvenica, Dramalj, Jadranovo i Selce.

## Zemljopis
Naselje je nastalo na ušću Dubračine u more, na mjestu rimske postaje Ad turres, u prošlosti je imala funkciju luke za manja vinodolska naselja u unutrašnjosti, frankapanska središta Bribir, Grižane, Drivenik, Tribalj i ostala.
Crikvenica se nalazi na dohvat ruke posjetiteljima iz Srednje Europe. Smještena je na hrvatskom dijelu Jadranskog mora, poznatom kao Hrvatsko primorje, u dijelu Kvarnerskog zaljeva, svega 35 kilometara od grada Rijeke, središta Županije primorsko-goranske. To veliko prometno čvorište i najveća hrvatska luka ujedno je i najbliži izlaz na more cijele Središnje Hrvatske i velikog dijela Srednje Europe.
Grad Crikvenica se, kao lokalna samouprava, sastoji od mjesta (od sjevera prema jugu): Jadranovo, Dramalj, Crikvenica i Selce.
Graniči s Gradom Kraljevicom, vinodolskom Općinom i Gradom Novim Vinodolskim.

## Klima
Crikvenica ima sredozemnu klimu, obilježenu toplim, suhim ljetima i blagim, vlažnim zimama. Prosječne ljetne temperature kreću se između 25 °C i 30 °C, dok zimske temperature obično variraju od 5 °C do 10 °C. Zahvaljujući blizini Jadranskog mora, klima je vrlo ugodna s puno sunčanih dana tijekom godine. Padaline su najčešće u jesen i zimu. Najviša maksimalna dnevna temperatura izmjerena je 17. srpnja 1928. i iznosi 39 °C, dok je najmanja izmjerena 11. veljače 1929. i iznosi je –14 °C.

## Stanovništvo
Po popisu iz 2011. godine, Grad Crikvenica je imao 11.122 stanovnika.
Do novog teritorijalnog ustrojstva Hrvatske, postojala je bivša velika općina Crikvenica, sljedećeg etničkog sastava:
| godina popisa | ukupno | Hrvati           | Srbi         | Jugoslaveni   | ostali        |
| ------------- | ------ | ---------------- | ------------ | ------------- | ------------- |
| 1991.         | 19.154 | 16.288 (85,03 %) | 913 (4,76 %) | 539 (2,81 %)  | 1414 (7,38 %) |
| 1981.         | 17.837 | 14.862 (83,32 %) | 609 (3,41 %) | 1781 (9,98 %) | 585 (3,27 %)  |
| 1971.         | 16.873 | 15.836 (93,85 %) | 553 (3,27 %) | 115 (0,68 %)  | 369 (2,18 %)  |

### Crikvenica (naseljeno mjesto)
- 2011. – 6860
- 2001. – 7121
- 1991. – 5763 (Hrvati – 4794, Srbi – 285, Jugoslaveni – 166, ostali – 518)
- 1981. – 5360 (Hrvati – 4361, Jugoslaveni – 511, Srbi – 191, ostali – 297)
- 1971. – 4593 (Hrvati – 4216, Srbi – 168, Jugoslaveni – 29, ostali – 180)

## Povijest
Starom Crikvenicom smatra se naselje Kotor, smješteno na vrhu obližnjeg istoimenog brežuljka. Najstarije materijalne tragove čovjekovog življenja ostavilo je ilirsko stanovništvo, a od Rimljana ostao je naziv Ad turres, kojeg su Hrvati po doseljenju u ove krajeve preveli kao Kod tor (kod tornjeva).
Bilo je to veliko naselje sa župnom crkvom i pet manjih crkava. Godine 1776. silan požar uništio je cijeli Kotor. Župnik i dio crkvenih vrijednosti našli su utočište u Pavlinskom samostanu u Crikvenici. Najveći dio stanovnštva preselio je bliže moru, a nakon požara u Kotor se vratilo samo nekoliko obitelji. Danas je on ruševan i napušten.
Povijest Crikvenice povezana je i uvjetovana poviješću susjedne plodne udoline Vinodol. Iz ove velike zelene kolijevke, tijekom stoljeća su izrasla naselja uz obalu, prvo kao trgovačke luke, a zatim kao ribarska naselja te napose gradići i turistička mjesta.
Kontinuitet ljudskog življenja na ovim prostorima možemo pratiti unatrag više od 30 stoljeća. O tako dugoj naseljenosti svjedoče arheološki nalazi mačeva, kopalja, nakita te ostaci brojnih prapovijesnih naseobina, smještenih na zaravnjenim vrhovima brežuljaka nadomak mora. Njihovi graditelji i stanovnici, prvo Japodi, a od 4. st. prije Krista Liburni, s ovih su uzvisina nadzirali uski kanal između kopna i otoka Krka, a s druge su strane kontrolirali prastari prometni pravac kroz Vinodol.
Prirodno zaštićene uvale pružale su utočište i rimskim trgovačkim brodovima, a jedna od takvih sigurnih luka bila je smještena u nekad plovnom, širokom ušću crikveničke rječice Dubračine. Tek površne arheološke procjene otkrivenih nalaza daju naslutiti da su luka i naselje stari najmanje 2000 godina.
U doba kasne Antike, duž morske obale vodio je jedan odvojak važne rimske ceste, koja je polazila iz Aquileje u Sjevernoj Italiji, preko Senije prema rimskoj provinciji Dalmaciji i u unutrašnjost.
Kasnoantički geograf Peutinger (4. st. poslije Krista) zabilježio je na ovim prostorima naselje Ad Turres, po kojem je u novije vrijeme nazvano poznato turističko naselje u Crikvenici.
U 8. stoljeću ove predjele naseljavaju Hrvati i u Vinodolu organiziraju svoju Župu koja se sastojala od slobodnih općina. U novu domovinu donose svoju duhovnu i materijalnu kulturu, o čijim dosezima svjedoče izuzetni primjerci osobne opreme i nakita, pronađeni u starohrvatskoj nekropoli Stranče – Gorica nedaleko Crikvenice. Bavili su se zemljoradnjom, stočarstvom i ribarstvom, a od zatečenog romanskog stanovništva prihvatili su vještinu uzgoja vinove loze te su i sam latinski naziv plodne udoline, Vallis vinearia, preveli u hrvatski Vinodol, dolina vina. Vinodolom se u starijim vremenima nazivala ne samo udolina, kao danas, nego mnogo širi prostor, uključujući i predjele uz morsku obalu.
U srednjem vijeku, prostori današnje Crikvenice pripadali su Župi Vinodol kojom su gotovo 450 godina vladali Krčki knezovi poznatiji kao Frankapani. Godine 1225. ova kneževska obitelj dolazi u posjed Župe Vinodol i vlada njome sve do pogubljenja hrvatskih velikaša Petra Zrinskog i Frana Krste Frankopana u Bečkom Novom Mjestu (Wiener Neustadt) 1671. godine.
U okrilju knezova Frankapana, a zaslugom slobodnih stanovnika vinodolskih gradova, nastao je 1288. godine Vinodolski zakon. To je prvi pravni dokument u Hrvata i jedan od najstarijih u Europi, stvoren u vrijeme kada veći dio Europe još uvelike nazivamo barbarskim. Vinodolski se zakon primjenjivao na prostoru Župe Vinodol, a bio je pisan narodnim jezikom i hrvatskim pismom – glagoljicom.
Glagoljica je staroslavensko pismo nastalo 863. godine, a već od 11. stoljeća je u uporabi u Vinodolu. Ovim su pismom pisali svi društveni slojevi, obrazovani pučani, svećenstvo i plemstvo. Svi važniji povijesni dokumenti bili su pisani glagoljicom. Papa je 1248. službeno potvrdio uporabu glagoljice u liturgijskom obredu. Njegovanju glagoljice najviše su pridonijeli svećenici koji su se tijekom srednjeg vijeka bavili prepisivanjem knjiga i važnijih dokumenata. Glagoljica se na ovim prostorima koristila sve do 17. – 18. stoljeća, kada ju potiskuje latiničko pismo.
Utemeljiteljem današnje Crikvenice smatra se knez Nikola IV. Frankapan. On je 14. kolovoza 1412. potpisao darovnicu kojom omogućuje gradnju samostana za redovnike Sv. Pavla Pustinjaka na ušću rječice Dubračine u more, uz srednjovjekovnu crikvu – od čega je izveden naziv Crikvenica, a taj se dan uzima kao rođendan Crikvenice. Samostanska zgrada povezala je okolna ribarska naselja i postala središte javnog i kulturnog života. Crkva Uznesenja Marijina, uz koju je 1412. knez Nikola Frankopan sagradio pavlinski samostan, nastala je između 1381. i 1393. godine. U novije vrijeme u ovom je povijesnom zdanju uređen Hotel Kaštel.
U crikveničkom samostanu je prvu naobrazbu stekao Julije Klović, svjetski najčuveniji sitnoslikar svih vremena. Rođen je 1498. godine u Vinodolu, nedaleko Crikvenice. Legenda kaže da je u dječačkoj dobi slikao prizore svojeg rodnog kraja na – noktu! Najveći dio života proveo je u Italiji. Slikarstvu je učio velikog El Greca, a suvremenici su ga nazivali "mali Michelangello" i svrstavali u sam vrh slikarstva, uz bok Michelangellu, Rafaelu, Leonardu i Giorgioneu.
U srednjem vijeku Crikvenica je bila luka frankopanskog kaštela Grižane. Njeni stanovnici su se bavili pretežno ribolovom, a u jednom dokumentu iz 1609. godine spominje se tunolov uz potok Dubračinu. Stoljećima su Crikvenički ribari lovili u Kvarneru, a sredinom 19. stoljeća u potrazi za novim lovištima počeli su se iseljavati na druge kontinente. Svjetsku slavu po svojim dometima i inovacijama stekla je skupina ribara koji su se naselili u San Pedru, Kalifornija, SAD, te u Seattleu, država Washington.

## Gospodarstvo
Turizam se u Crikveničkom primorju razvija od 1890-ih, a 1894. izgrađen je hotel Therapia. Godine 1906. proglašena je klimatskim lječilištem, a turistički se jače razvija nakon Prvog svjetskog rata.

## Poznate osobe
- Branko Blažina – Kraljevica, 29. srpnja Crikvenica 1916. – 30. srpnja 1998. hrvatski snimatelj.
- Ljerka Car-Matutinović – hrvatska pjesnikinja, prozaistica, književnica za djecu, esejistica i prevoditeljica .
- Zvonko Car 4. veljače 1913. – 13. studenog 1982. – hrvatski akademski kipar, slikar, profesor
- Petar Dragić – hrvatski izumitelj i ribar
- Ivan Kostrenčić – prvi hrvatski knjižničar
- Dragutin Kukalj – hrvatski rimokatolički svećenik i teološki pisac
- Ljerko Spiller – hrvatski i argentinski violinist i glazbeni pedagog
- Karlo Stipanić – hrvatski vaterpolo reprezentativac i trener
- Nikola Šnjarić Mika – hrvatski političar, ugostitelj, vozač moto-utrka – utrka prvenstva svijeta

## Spomenici i znamenitosti
- Crkva Uznesenja Blažene Djevice Marije
- Crkva Svetog Antona
- Sunčani sat (nagrada najboljem turističkom mjestu u anketi radio Zagreba 1977.)
- Memorijalni atelje Zvonka Cara
- Muzej grada Crikvenice
- U blizini Crikvenice nalazi se slatkovodno Kavranovo jezero

## Obrazovanje
- O.Š. Vladimir Nazor
- O.Š. Zvonko Car
- S.Š. Dr. Antun Barac

## Kultura
- Fešta od črešanj

## Šport
- karate: Karate klub Crikvenica
- košarka: KK Crikvenica – A-2 liga
- nogomet: NK Crikvenica – Treća hrvatska nogometna liga
- plivanje: CPK
- rukomet: RK Crikvenica – Prva hrvatska rukometna liga
- vaterpolo: VK Crikvenica (usporedi vaterpolski klub CPK)

- Najstariji plivački maraton na Jadranu, a time i u Hrvatskoj Plivački maraton Šilo – Crikvenica, dužine 3500 m. (boduje se u okviru CRO-CUP-a). Maraton starta na Rivi u Šilu, a cilj je na Gradskom plivalištu u Crikvenici.
- Od 2011. održava se Adria Advent Maraton, jedini profesionalni međunarodni trkački maraton i polumaraton u Europi koji se trči neposredno uz morsku obalu.[9]
- Dugi niz godina održava se jedriličarska Crikvenička regata.
- međunarodni dječji nogometni turnir Crikvenica cup (od 2014.)

### Speedway
U Crikvenici su se tradicijski na Praznik rada održavale utrke u speedwayu koje su zbog jako dobre staze spadale su u među najbolje u Europi.

## Gradovi prijatelji
- Harkanj (Város Harkány), od 1996.
- Verbania (Citta di Verbania), od 1997.
- Zabok, od 1998.
- Saint-Die-Des-Vosges (Ville de Saint-Die-Des-Vosges), od 2006.
- Poreč
- Sant Feliu de Guíxols
- Orlová[11]
- Požega, od 2016.[12]

## Galerija
- Crikvenička plaža
- Središte Crikvenice
- Crikvenica
- Jadranovo

## Vanjske poveznice

### Sestrinski projekti
|  | Zajednički poslužitelj ima još gradiva o temi Crikvenica |

### Mrežna sjedišta
- Službene stranice Grada Crikvenice  Arhivirana inačica izvorne stranice od 3. studenoga 2014. (Wayback Machine)
- Turistička zajednica Grada Crikvenice / Povijest: Crikvenica, Dramalj, Jadranovo i Selce